# Publicly Available Specification
Publicly Available Specification, abgekürzt PAS, heißt öffentlich verfügbare Spezifikation. Eine PAS ist zwar eine öffentliche Anforderung, aber noch keine Norm. Sie wird durch das Deutsche Institut für Normung e. V. (DIN) veröffentlicht. Die wesentlichen Unterschiede zu einer DIN-Norm bestehen in folgenden Punkten:
- Eine PAS ist eine Übereinkunft unter den Verfassern – ohne dabei den gesellschaftlichen Konsens sicherzustellen – wie es eine Norm erfordert.
- Sie ist schneller und kostengünstiger als eine Norm zu verabschieden. Bereits sechs Wochen nach dem Einreichen des endgültigen Textes beim DIN erfolgt die Veröffentlichung. Ein Normungsverfahren dauert mehrere Jahre.
- Die Verantwortung für den Inhalt der PAS liegt im Unterschied zur Norm nicht beim DIN, sondern bei den Verfassern.

Nachfolger der PAS sind die 2009 eingeführten DIN-Spezifikationen DIN SPEC. Die zurzeit gültigen PAS werden bis zu ihrer Zurückziehung beibehalten.

## Beispiele
- PAS 1020 liefert „Designrichtlinien und Formulierungsstandards für E-Government-Applicationen“.
- PAS 1025 vom PASSUS-Konsortium 2003 veröffentlichte Spezifikation eines Austauschformates von umweltrelevanten Daten zwischen ERP-Systemen und Betriebliches Umweltinformationssystem (BUIS).
- PAS 1032-1 und PAS 1032-2 sind zwei vom DIN zur Learntec im Februar 2004 in Karlsruhe vorgestellte Spezifikationen, die ein praktikables Referenzmodell zur Qualitätssicherung und zu speziellen didaktischen Anforderungen an E-Learning bieten sollen.
- PAS 1037 „Anforderungen an Qualitätsmanagementsysteme von Organisationen der wirtschaftsorientierten Aus- und Weiterbildung“: QM STUFEN-MODELL. Vom DIN im April 2004 veröffentlichtes, zertifizierbares und gestuftes Qualitätsmanagementsystem mit Online-Unterstützung. Im September 2006 wurde ein Anhang mit Spezifikationen für den Bereich Fernunterricht / Fernlehre veröffentlicht. Im April 2019 wurde PAS 1037 wieder zurückgezogen.
- PAS 1045 für Weiterbildungsdatenbanken wurde im Juli 2004 vom DIN herausgegeben und beschreibt inhaltliche Merkmale und Formate zum Datenaustausch zwischen Weiterbildungsdatenbanken und Weiterbildungsinformationssystemen.
- PAS 1048 vom DIN im Oktober 2004 herausgegebene Spezifikation, Graduierung geschliffener Diamanten
- PAS 1049 vom DIN im Dezember 2004 herausgegebene Spezifikation, Übermittlung recyclingrelevanter Produktinformationen zwischen Herstellern und Recyclingunternehmen - Der Recyclingpass
- PAS 1054 ebenfalls vom DIN im März 2005 herausgegebene Spezifikation, in der Qualitäts- und Prüfungsanforderungen an Mammografiegeräte mit digitalem Bildempfänger festgelegt werden.
- PAS 1059 Planung einer verfahrenstechnischen Anlage – Vorgehensmodell und Terminologie
- PAS 1074 MyOpenFactory – elektronischer Datenaustausch zwischen verschiedenen ERP-/PPS-Systemen
- PAS 1075 Rohre aus Polyethylen für alternative Verlegetechniken – Abmessungen, technische Anforderungen und Prüfungen
- PAS 1079 Die Private Limited Company (Limited) in Deutschland – Gründung und Führung
- PAS 1080 Kombinierte Sortier- und Pufferlagereinrichtungen für den Einsatz bei Just-in-Sequence Fertigung

## Beispiele für mit dem PAS-Verfahren erarbeitete DIN SPECs
- DIN SPEC 91020 Betriebliches Gesundheitsmanagement
- DIN SPEC 91073 DIGIT – Standardisierung der digitalen Kommunikation im Kombinierten Verkehr